# 三井秀樹
三井秀樹（日语：／ Mitsui Hideki，1963年—），日本男編劇。出身於千葉縣。主要負責動畫的編劇、劇本統籌。
小山高生領導的劇本創作團體「Brother Noppo」（動畫劇本屋）畢業生。日本編劇聯盟會員。出道前，他曾為《動畫托比亞》進出錄音室。他本人在2022年4月9日播出的筑波廣播電台《動畫音樂站》中表示，沒有人說他是一名普通的明信片職人，事實上他只寄過一張明信片。
從事成人作品時的筆名是三井秀樹2P。經常參與音樂劇劇本的創作。

## 參加作品
粗體字表示劇本統籌作品。

### 電視動畫
1987年
- 之後頓珍漢（日语：ついでにとんちんかん）（—1988年，編劇）[注 1]

1989年
- 魔動王Granzort（—1990年，編劇）
- 搞怪刑事（日语：がきデカ）（—1990年，編劇）

1990年
- 魔法天使甜蜜薄荷（—1991年，編劇）
- 鴉天狗KA·BU·TO（—1991年，編劇）

1991年
- 猜拳人（—1992年，編劇）

1992年
- 卡利麥羅 (1992年版)（—1993年，編劇）
- 花的魔法使瑪麗貝爾[注 2]（—1993年，編劇）

1993年
- 侏羅紀足球傳說（日语：ドラゴンリーグ）（－1994年，編劇）
- 歡樂的楊柳鎮（—1994年，編劇）

1994年
- 七海的堤可（編劇）
- 小紅帽恰恰（—1995年，編劇）
- 咕嚕咕嚕魔法陣 (1994年版)（—1995年，編劇）

1996年
- 魯邦三世：暮色☆雙子鑽石的秘密（日语：ルパン三世 トワイライト☆ジェミニの秘密）（編劇[1]）
- 名犬萊西（編劇）

1997年
- 新·天地無用！（編劇）
- 超魔神英雄傳（—1998年，編劇）

1998年
- 異次元的世界（編劇）
- 熱沙霸王甘達拉（日语：熱沙の覇王ガンダーラ）（編劇）
- 萬能文化猫娘（編劇）
- 秋葉原電腦組（編劇）
- 波波羅古洛伊斯物語（—1999年，編劇）

1999年
- 狂野歷險 Twilight Venom（日语：ワイルドアームズ トワイライトヴェノム）（編劇）
- 未來少年柯南II（日语：未来少年コナンII タイガアドベンチャー）（—2000年，編劇）

2000年
- 咕嚕咕嚕魔法陣 心跳♡傳說（編劇）
- 捍衛者（編劇）

2001年
- SAMURAI GIRL 武俠派女高中生（編劇）
- 野野子（日语：ののちゃん）（—2002年，編劇）

2004年
- 仙境傳說 THE ANIMATION[2]（編劇）
- 奇幻兒童（—2005年，編劇[3]）

2005年
- 系列（編劇）
- 奇域大冒險（—2006年，編劇）
- 小天小天子（日语：こてんこてんこ）[注 3]（—2006年，編劇）

2006年
- 「11魔人！」篇（編劇）
- 魔法美少女（全話編劇）
- 內閣權力犯罪強制取締官 財前丈太郎（日语：内閣権力犯罪強制取締官 財前丈太郎）（編劇）
- 銀河天使～N（編劇）

2007年
- Master of Epic The Animation Age（編劇）
- 獸裝機攻斷空我NOVA[注 4]（故事建構、編劇）
- 家庭教師HITMAN REBORN！（—2011年，編劇）

2012年
- 翡翠森林狼與羊 ～秘密的朋友～（編劇）

2014年
- 愚者信長（編劇）

### 電影動畫
1996年
- 劇場版 咕嚕咕嚕魔法陣（編劇）

### OVA
1990年
- 幸福的形式（日语：しあわせのかたち）（編劇）

1999年
- 太陽之船（日语：太陽の船 ソルビアンカ）（編劇）

2000年
- Septem Charm 魔法少女加奈（—2002年，編劇）

### 網路動畫
2008年
- 小惠（編劇[4]）

### 舞台演劇
2003年
- 音樂劇 網球王子（編劇）

2010年
- 繪空事計劃 春、秋Live Talk（編劇）

2011年
- 繪空事計劃大節電朗讀會（編劇）
- 系列（—2014年，編劇）
- 超級音樂劇 聖鬥士星矢（編劇）
- niconico音樂劇 灌籃少年（編劇）

2012年
- Macross The Musicalture（編劇）

2013年
- 舞台 千本櫻（編劇）

2015年
- 音樂劇 假面教師 SILVER MASK（編劇）

### 小說
1992年
- 「小說」鴉天狗KA·BU·TO〈黃金獸疾風篇〉（寺澤武一原作，雙葉社奇幻小說系列）

1995年
- 豪血寺一族（日语：豪血寺一族） 偶像大作戰（WANI BOOKS（日语：ワニブックス）〈Wani heroes〉）

1996年
- 超真實麻雀P6（日语：スーパーリアル麻雀）（WANI BOOKS〈Wani heroes〉）
- 超真實麻雀 歡迎來到麻雀同好會（WANI BOOKS〈Wani heroes〉）
- 魔鏡爭霸戰（日语：ガンバード）（WANI BOOKS〈Wani heroes〉）

1997年
- 純愛遊俠 ～永恆微笑～（日语：ブルーブレイカー 〜剣よりも微笑みを〜）（Movic（日语：ムービック）〈Game Collection〉）

1998年
- 歡迎來到Pia Carrot!! 檸檬之章（三井秀樹2P名義，WANI BOOKS〈CaRROT NOVELS〉）
- 歡迎來到Pia Carrot!! 草莓之章（三井秀樹2P名義，WANI BOOKS〈CaRROT NOVELS〉)

1999年
- 歡迎來到Pia Carrot!! 2 全3冊（三井秀樹2P名義，WANI BOOKS〈CaRROT NOVELS〉）
- 奏鳴曲·月影三重奏（〈Fami通文庫〉）
- 小說 御意見無用!!（日语：御意見無用っ!!） 被擄走的紫苑（吉村夏希（日语：よしむらなつき）原作，艾尼克斯〈GagOh！Comic Novels〉）

2002年
- WORDS WORTH（三井秀樹2P名義）

2003年
- ∞（無限）傳說MEGA Mix（集英社〈Super Dash文庫〉）

2004年
- 通靈王 1、2冊（武井宏之原作，集英社〈JUMP j-BOOKS（日语：ジャンプ ジェイ ブックス）〉）

2005年
- 捍衛者in TV 繼續捍衛地球吧！（〈角川Sneaker文庫〉）

### 繪本
（所有作品為「繪本動畫世界名作劇場」系列）
2001年
- 小公子西迪
- 名犬萊西

2003年
- 南方彩虹的露西
- 七海的堤可
- 佩琳物語

## 腳註

## 相關項目
- 日本動畫師列表（日语：アニメ関係者一覧）
- 動畫托比亞（日语：アニメトピア）
- 小山高生
- 村瀨克輝（日语：村瀬克輝）